# Demokratska Narodna Republika Jemen
Demokratska Narodna Republika Jemen, poznatija kao Južni Jemen, bila je socijalistička republika u jugoistočnom dijelu Arapskog poluotoka uz Adenski zaljev i Arapsko more. 22. svibnja 1990. ujedinila se s Arapskom Republikom Jemen (Sjeverni Jemen) u današnju Republiku Jemen.
Južni Jemen proglašen je 30. studenog 1967. na dan povlačenja posljednjih britanskih trupa nakon kraja Adenske krize.